# (3832) Shapiro
(3832) Shapiro (1981 QJ) – planetoida z pasa głównego asteroid okrążająca Słońce w ciągu 5,55 lat w średniej odległości 3,13 j.a. Odkrył ją Edward Bowell 30 sierpnia 1981 roku.